# حبیب تیام
حبیب تیام ([Habib Thiam] Error: {{Lang}}: متن دارای نشانه‌گذاری ایتالیک است (راهنما)؛ زادهٔ ۲۱ ژانویهٔ ۱۹۳۳ – درگذشته ۲۶ ژوئن ۲۰۱۷) یک سیاست‌مدار اهل سنگال بود. وی دو بار در سال‌های ۱۹۸۱ تا ۱۹۸۳ و سپس در سال‌های ۱۹۹۱ تا ۱۹۹۸ پست نخست‌وزیری سنگال را برعهده داشت.
حبیب تیام در ۲۶ ژوئن ۲۰۱۷، در سن ۸۴ سالگی درگذشت.